# 荔枝角雨水排放隧道
荔枝角雨水排放隧道（英語：Lai Chi Kok Drainage Tunnel）位於香港九龍半島西北部地底，全長3.7公里。荔枝角雨水排放隧道於2008年11月動工，耗資17億港元，於2012年10月18日啟用。

## 結構
荔枝角雨水排放隧道的直徑為4.9米，全長3.7公里，包括由大窩坪沿喃嘸山、尖山和琵琶山興建，長2.5公里的分支隧道，及貫通荔枝角東地底、長1.2公里的主隧道；分支隧道經過大埔道及蝴蝶谷等6個進水口，分流收集上游郊區的雨水，中間經過一個靜水池沉澱沙石，並且連接至主隧道，主隧道從荔枝角東部將雨水經過位於昂船洲旁邊的排水口流出海域。

## 歷史
荔枝角雨水排放隧道於2012年10月18日啟用，由行政長官梁振英、發展局局長陳茂波和渠務署署長陳志超共同主持啟用典禮。

## 工程
由於荔枝角雨水排放隧道的主隧道穿越鬧市，地質與分支隧道的位置環境截然不同，分布於軟土及花崗岩的不同地質上。故此，荔枝角雨水排放隧道的興建工程引進了海外先進的高壓壓縮空氣技術，達至最高的安全標準，為香港的工程開創了使用高壓技術的新路向。在45米深地底鑽挖隧道，最大難度是確保安全地穿越周邊的港鐵路線及多條公路（包括青沙公路及西九龍快速公路等等）的地基；為了防止鑽挖隧道時有地下水湧入，以致周邊設施下陷，鑽挖工程需要於比較正常氣壓高4.2倍的高壓環境下進行，氣壓比較以往的同類型工程高約一倍，打破了香港隧道鑽挖工程的紀錄。由於270名工程人員需要於高壓環境工作，即使只是進行了半小時的簡單工程，施工後亦需要休息一日，及由醫生密切監察其身體狀況。
隧道工程所用的鑽挖機「大长今」為全港首台能應付軟土層和石層的隧道鑽挖機，以其独特设计，先後顺利在石層建成分支隧道，和在软土層以高压技术建成主隧道，省卻了建造多一台隧道鑽挖機的一億港元成本和所需資源。

## 效率
荔枝角雨水排放隧道採用直接疏導雨水的嶄新截流方式，將大幅度地提升荔枝角、長沙灣及深水埗等地區的防洪水平至可以抵禦50年一遇的暴雨。荔枝角雨水排放隧道的最高流量為每秒102立方米，即是可以於24秒時間填滿一座奧林匹克運動會的標準游泳池水量，即每小時130毫米降雨量；預計能夠截取地區4成的降雨量，並且排出海港，大幅度地減低深水埗及長沙灣等地區受到水浸的風險，受到保護的香港市區範圍達到509公頃，令到流經下游、香港市區排水渠的雨水大幅度地減少，減輕水浸風險。部分流經隧道的雨水會進行過濾，可用作灌溉和清洗街道等用途。隧道主要在每年4月至11月雨季時所使用，於旱季時就會進行清理及維修，以防止堵塞情況。

## 相關參見
- 渠務署
- 水務署
- 蝴蝶谷道寵物公園
- 跑馬地地下蓄洪計劃
- 港島西雨水排放隧道
- 荃灣雨水排放隧道